# Praskie Koło Lingwistyczne
Praskie Koło Lingwistyczne (cz. Pražský lingvistický kroužek) – czeska szkoła strukturalna założona w październiku 1926 z inicjatywy kilku językoznawców czeskich: Viléma Mathesiusa, Bohuslava Havránka, Bohumila Trnki, a później także Vladimíra Skalički i Jana Mukařovskiego. Następnie do Koła dołączyli wybitni badacze pochodzenia rosyjskiego: Roman Jakobson i Nikołaj Trubieckoj. Prażanie czerpali inspirację przede wszystkim z teorii Ferdinanda de Saussure’a, szczególny akcent położyli jednak na funkcjonalny charakter języka. Oryginalne praskie Koło Lingwistyczne działało około 10 lat – w 1938 zmarł Trubieckoj, a w 1939 Jakobson opuścił Czechosłowację, emigrując do Skandynawii, a potem do USA.
Obecnie Praskie Koło Lingwistyczne jest stowarzyszeniem filologicznym, którego celem jest praca na rzecz rozwoju wiedzy na temat języka i powiązanych z nim systemów znaków zgodnie z zasadami funkcjonalno-strukturalnymi. Organizuje regularne spotkania z wykładami i debatami, publikuje profesjonalne publikacje i organizuje wydarzenia międzynarodowe.

## Główne tezy
Od 1929 roku organem Koła były „Prace Praskiego Koła Lingwistycznego”. W pierwszym tomie „Prac” zamieszczono tezy programowe w zakresie językoznawstwa ogólnego i slawistyki. Tezy te zostały też zaprezentowana na I Kongresie Językoznawczym w Hadze (1928) i na I Kongresie Slawistycznym w Pradze (1929). Autorem większości tez był Roman Jakobson.
1. Język jest systemem funkcjonalnym – systemem środków wyrazu powołanych do pełnienia określonych funkcji. Funkcja znaku jest determinowana przez jego budowę. Nie można zrozumieć żadnej pojedynczej zmiany językowej bez odniesienia do całego systemu. Zmiany językowe najpierw zachodzą na płaszczyźnie parole – mówienia, dopiero potem wchodzą do langue – systemu.
2. Badania synchroniczne i diachroniczne są równouprawnione. Synchroniczny stan języka jest uwarunkowany diachronią. Ewolucja języka zachodzi również w synchronii.
3. Istnieje język wewnętrzny (język myśli i pojęć) i uzewnętrzniony (język obrazów, który może być wyrażony w mowie lub piśmie).
4. Istnieje język intelektualny (służący komunikacji i informacji, pełniący funkcję społeczną) i emocjonalny (służący ekspresji mówiącego).
5. Podstawowymi funkcjami języka są funkcja porozumiewawcza (znak kieruje na desygnat, mamy do czynienia ze znaczeniem literalnym) i poetycka (znak kieruje na samego siebie, należy doszukiwać się głębszych znaczeń).
6. Funkcja komunikacyjna języka narzuca na niego konieczność bogacenia się, rozwijania.
7. Język poetycki ma jedynie formę parole, jest indywidualną wypowiedzią twórcy.
8. Zarówno język mówiony, jak i pisany może przyjąć formę dialogu i monologu.
9. Rolę języka ogólnonarodowego pełni język literacki – ponaddialektalna forma języka. Ma on charakter normatywny. Jego wykształcenie nie jest znacząco uwarunkowane czynnikami zewnętrznymi.
10. W języku obowiązuje zasada dychotomii, binaryzmu.

Praskie Kołe Lingwistycznie wyróżnia się na tle pozostałych szkół strukturalistycznych tym, że zajmowało się nie tylko strukturą języka, lecz także jego funkcjami społecznymi. Szkoła ta skoncentrowała się zatem na języku standardowym (literackim) jako istotnym bycie społecznym. Stanowiło to odpowiedź na teorie młodogramatyków, którzy wychodzili z założenia, że język standardowy jest mniej wartościowym przedmiotem badań niż naturalne gwary. Teoria kultywacji języka wypracowana przez Praskie Koło Lingwistyczne wywarła wpływ na charakter praktyki językoznawczej w krajach byłego bloku wschodniego.